# Eblisia trucidans
Eblisia trucidans är en skalbaggsart som först beskrevs av Reichardt 1938.  Eblisia trucidans ingår i släktet Eblisia och familjen stumpbaggar. Inga underarter finns listade i Catalogue of Life.